# Arturo Bonucci (1954-2002)
Arturo Bonucci (Roma, 13 maggio 1954 – Pantelleria, 2 maggio 2002) è stato un violoncellista italiano.

## Biografia
Appartenente a una famiglia di musicisti iniziò molto giovane lo studio della musica. Si è diplomato sotto la guida di Silvano Zuccarini presso il Conservatorio Santa Cecilia a Roma nel 1975. Ha frequentato il Mozarteum di Salisburgo (Janigro) nel 1976 e si è perfezionato con il violoncellista Pierre Fournier, del quale ha suonato a lungo il violoncello Miremont che la famiglia acquistò dopo la scomparsa del maestro. Ha insegnato al Conservatorio Licinio Refice di Frosinone ed è stato titolare a Roma della cattedra di perfezionamento di violoncello dell'Accademia Nazionale di Santa Cecilia. È morto prematuramente durante una immersione nelle acque di Pantelleria, dove si trovava in vacanza.